# Funécire et ses évolutions
Funécire et ses évolutions, Mélancolux et Lugulabre, sont trois espèces de Pokémon de cinquième génération. Ces Pokémon à l'aspect de bougies sont les seuls à porter à la fois les types spectre et feu.

## Description

### Funécire
Funécire est la forme basique de cette lignée de Pokémon. Il est de type Spectre/Feu. C'est une bougie vivante de couleur gris clair avec un œil jaune et une flamme bleue qui brûle à son sommet. Il ne vit que dans la Tour des Cieux, près de Parsemille. Sa flamme brûle grâce à l'énergie vitale des êtres vivants. Il feint d'être un guide afin de mieux aspirer l'énergie vitale de ses victimes.

### Mélancolux
Mélancolux est l'évolution de Funécire au niveau 41. C'est une lampe noire avec une flamme à l'intérieur de sa tête. Il possède deux bras qu'il n'utilise jamais. Il erre dans les lieux habités à la recherche d'âmes de défunts à aspirer. Dans la saison 14 de l'animé Pokémon, le rival de Sacha, Nico, en possède un.

### Lugulabre
Lugulabre est l'évolution de Mélancolux si celui-ci entre en contact avec une Pierre Nuit. C'est le troisième Pokémon à évoluer de la sorte, après Magirêve et Corboss. Il ressemble à un lustre portant plusieurs flammes : une sur sa tête et plusieurs sur ses bras. Ses oscillements de bras hypnotisent, et ses flammes aspirent les âmes. L'aspiration dure jusqu'au bout. Anis, membre du Conseil 4 d'Unys en possède un, c'est d'ailleurs son plus puissant Pokémon.

## Apparitions

### Jeux vidéo
Funécire, Mélancolux et Lugulabre apparaissent dans série de jeux vidéo Pokémon. D'abord en japonais, puis traduits en plusieurs autres langues, ces jeux ont été vendus à plus de 200 millions d'exemplaires à travers le monde.
Funécire fait partie du second lot de figurines de la technologie de communication en champ proche pour Pokémon Rumble U.

### Série télévisée et films
La série télévisée Pokémon ainsi que les films sont des aventures séparées de la plupart des autres versions de Pokémon et mettent en scène Sacha en tant que personnage principal. Sacha et ses compagnons voyagent à travers le monde Pokémon en combattant d'autres dresseurs Pokémon.